# Đậu biếc
Đậu biếc (danh pháp: Clitoria ternatea) là một loài thực vật có hoa trong họ Đậu. Loài này được L. miêu tả khoa học đầu tiên. Những bông hoa của cây này được hình dung là có hình dạng của bộ phận sinh dục phái nữ, vì thế tiếng Latin tên của chi là Clitoria từ chữ clitoris (âm vật) 

## Mô tả
Đậu biếc là cây leo thân thảo và sống lâu năm, thân và cành mảnh có lông. Chiều cao của đậu biếc sẽ nằm trong khoảng từ 3-10 m. Lá có màu xanh lá cây đậm và mang hình bầu dục khá thuôn dài với phần đầu nhọn. Lá thường xanh quanh năm. Hoa đậu biếc có màu xanh tím hoặc xanh lam đậm và thường thì mọc ở nách lá thành chùm hoặc riêng lẻ. Đậu biếc có hoa rải rác quanh năm. Quả đậu biếc có chiều dài khoảng từ 4-13 cm, chiều rộng khoảng từ 0,8-1,2 cm, quả sẽ có màu xanh khi mới kết trái và màu nâu khi già đi. Trong mỗi quả thì thường có khoảng từ 6-10 hạt.

## Phạm vi
Nguồn gốc của đậu biếc có thể nằm ở Mỹ Latinh hoặc là châu Á. Tuy nhiên, đậu biếc hiện đã được tự nhiên hóa trong tất cả các vùng nhiệt đới bán khô cằn và vùng nhiệt đới bán ẩm ướt của Châu Á, Châu Phi và Úc.

## Quá trình phát triển
Đầu tiên thì cây Đậu biếc phải trải qua giai đoạn đầu tiên, đó là giai đoạn mọc mầm, giai đoạn này được tính từ khi hạt được gieo vào đất cho tới khi hạt nảy mầm. Trong thời gian này, nếu đất có đủ độ ẩm và hạt chắc khỏe thì hạt sẽ bắt đầu hút nước, mọc lên mầm và từ từ đẩy hai lá mầm ra. Quá trình này sẽ kéo dài từ 2 đến 4 ngày. Sau đó là giai đoạn cây con, giai đoạn này được tính từ khi cây có 2 lá mầm cho đến khi có 3 lá kép. Rễ cây trong thời gian này sẽ phát triển rất nhanh và mọc sâu xuống dưới đất để hút nước và các chất dinh dưỡng cho cây. Tiếp theo là giai đoạn tăng trưởng, trong giai đoạn này thì cây sẽ bắt đầu ra thêm nhánh để bám và leo mà không bị rơi xuống, cũng trong giai đoạn này thì cây sẽ bắt đầu nhú ra nụ từ các nách lá. Đến giai đoạn ra hoa, những nụ hoa sẽ lớn dần và bung nở ra những bông hoa. Dây đậu biếc khi tới giai đoạn ra hoa thì sẽ ra hoa thường xuyên vì dây vẫn dài ra thêm, các nách lá dần dần đều nhú nụ và các nách lá cũng từ từ phát triển ra thêm nhánh mới. Và cuối cùng là giai đoạn ra quả, nếu hoa đậu biếc không bị thu hoạch thì chúng sẽ dần dần sẽ phát triển trở thành quả chứa hạt.  Nếu tính thời gian từ khi hạt được gieo trồng thì cây sẽ cho ra quả trưởng thành từ 110 đến 150 ngày.

## Công dụng
Trong hoa đậu biếc có chứa chất Anthocyanins, Anthocyanins là một loại chất giúp điều chỉnh lượng đường có trong máu bằng cách ức chế các hoạt động của các enzyme tiêu hóa tiêu hóa carbohydrate như alpha-amylase trong tuyến tụy và alpha-glucosidase trong ruột. Điều này giúp quá trình tiêu hóa và khả năng hấp thụ đường bị chậm đi, làm giảm đáng kể lượng insulin và đường trong máu.
Khi insulin trong máu bị giảm đi thì cũng sẽ làm cho nguy cơ kháng insulin giảm đi, hạn chế được nguy cơ béo phì và rối loạn chức năng mạch máu.
Đậu biếc được dùng trong các vùng nhiệt đới hoặc cận nhiệt đới như là một cây leo làm cảnh trong vườn và công viên. Ở những nơi mát hơn, chúng có thể được trồng trong nhà kính.
Đậu non có thể ăn được. Hoa đậu biếc được sử dụng tạo màu xanh trong thực phẩm xanh (ví dụ trong gạo ở Ấn Độ hoặc Cuba) và đồ uống. Có thể lấy ra từ quả đậu khoáng chất và vitamin.
Đậu biếc cũng thường được sử dụng như phân xanh và lớp phủ mặt đất trên các cánh đồng và đồn điền. Clitoria ternatea là thức ăn gia súc tốt, tươi hoặc là cỏ khô.
Hạt và thân được sử dụng để nhuộm các vật liệu, chẳng hạn như vải.
Trong y học dân gian, quả và rễ của Clitoria ternatea cũng được dùng.

## Hình ảnh
|  |  |  |  |

### Vài hình ảnh về cây đậu biếc

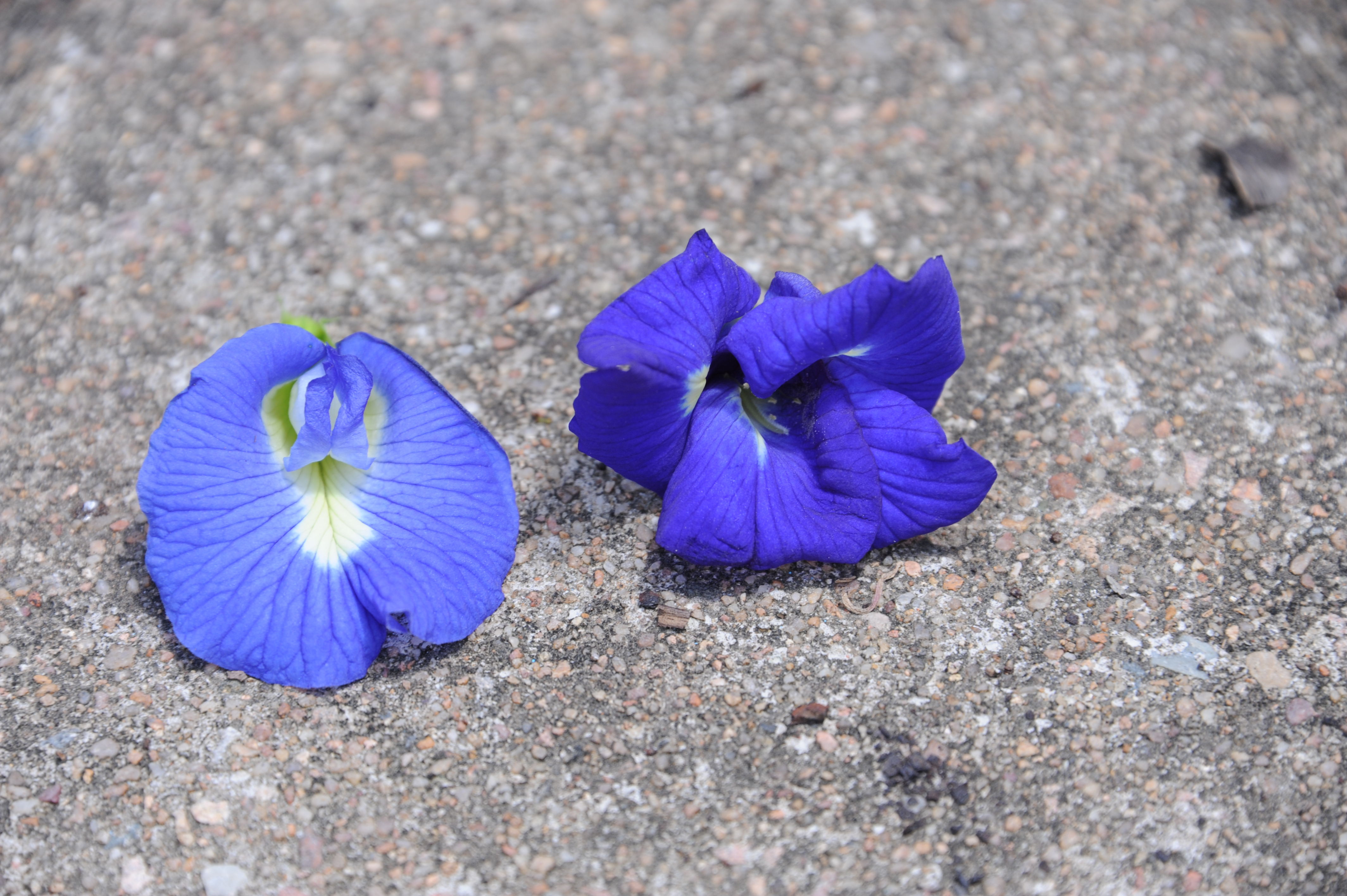
Hoa đậu biếc ở dưới đất
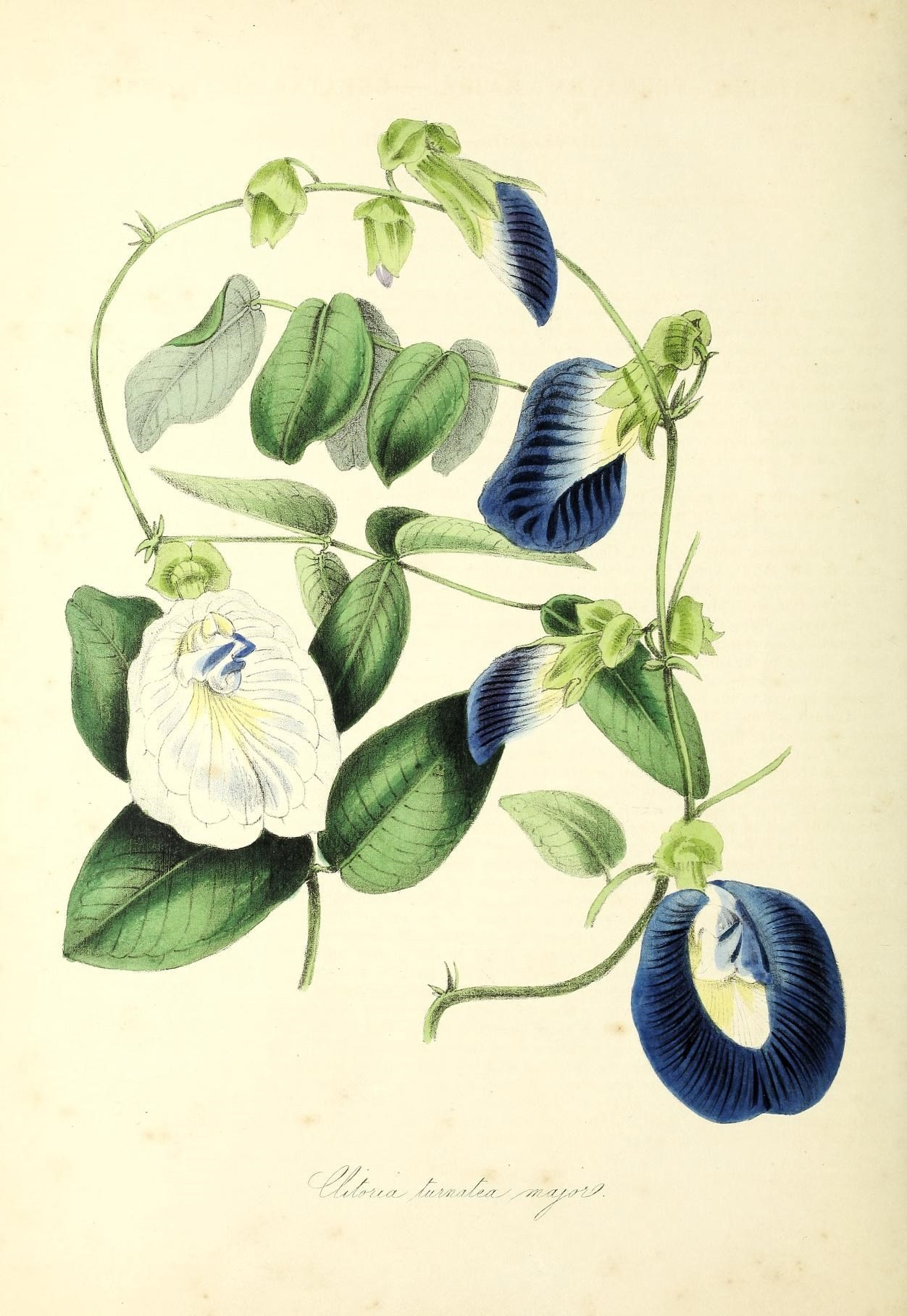
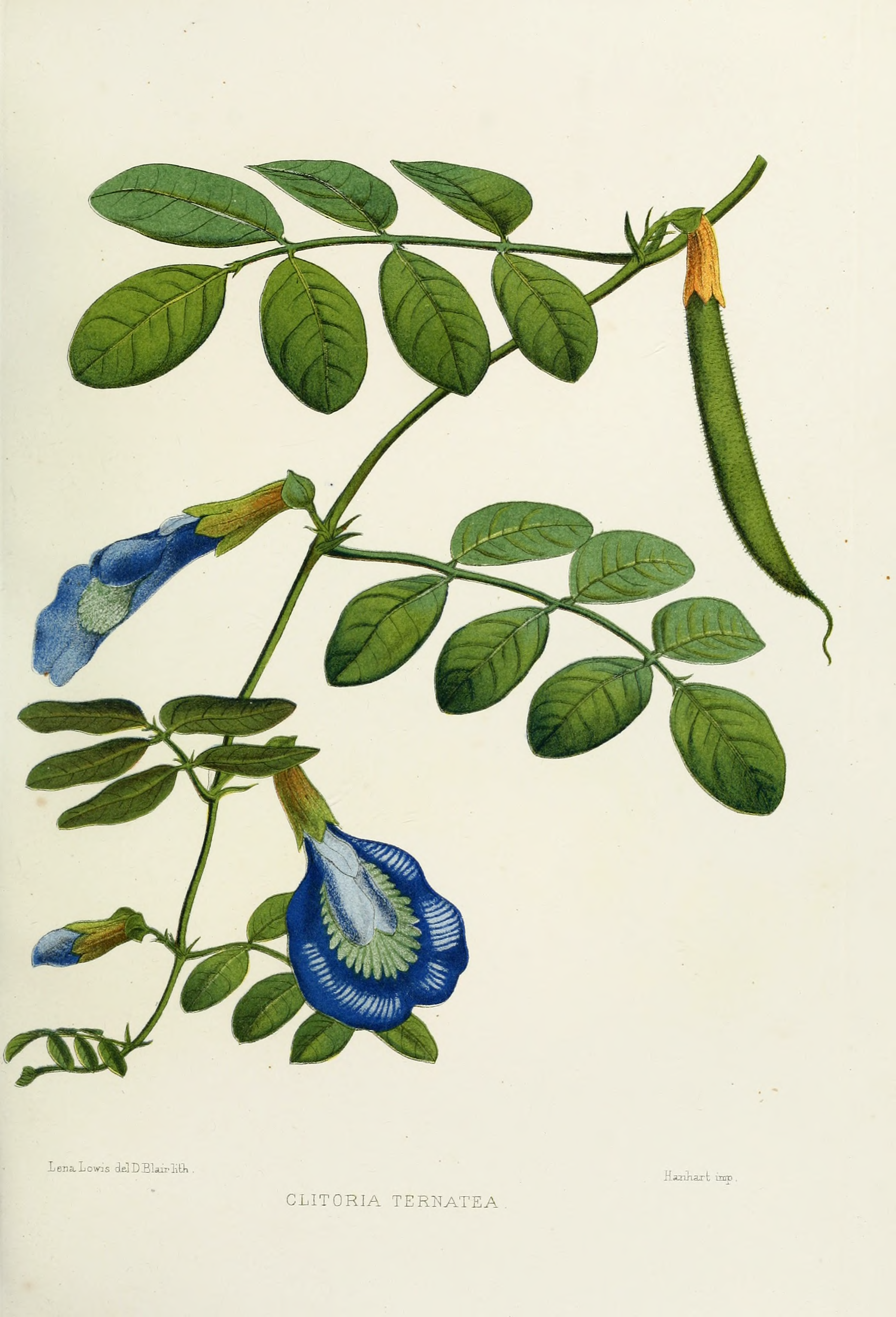
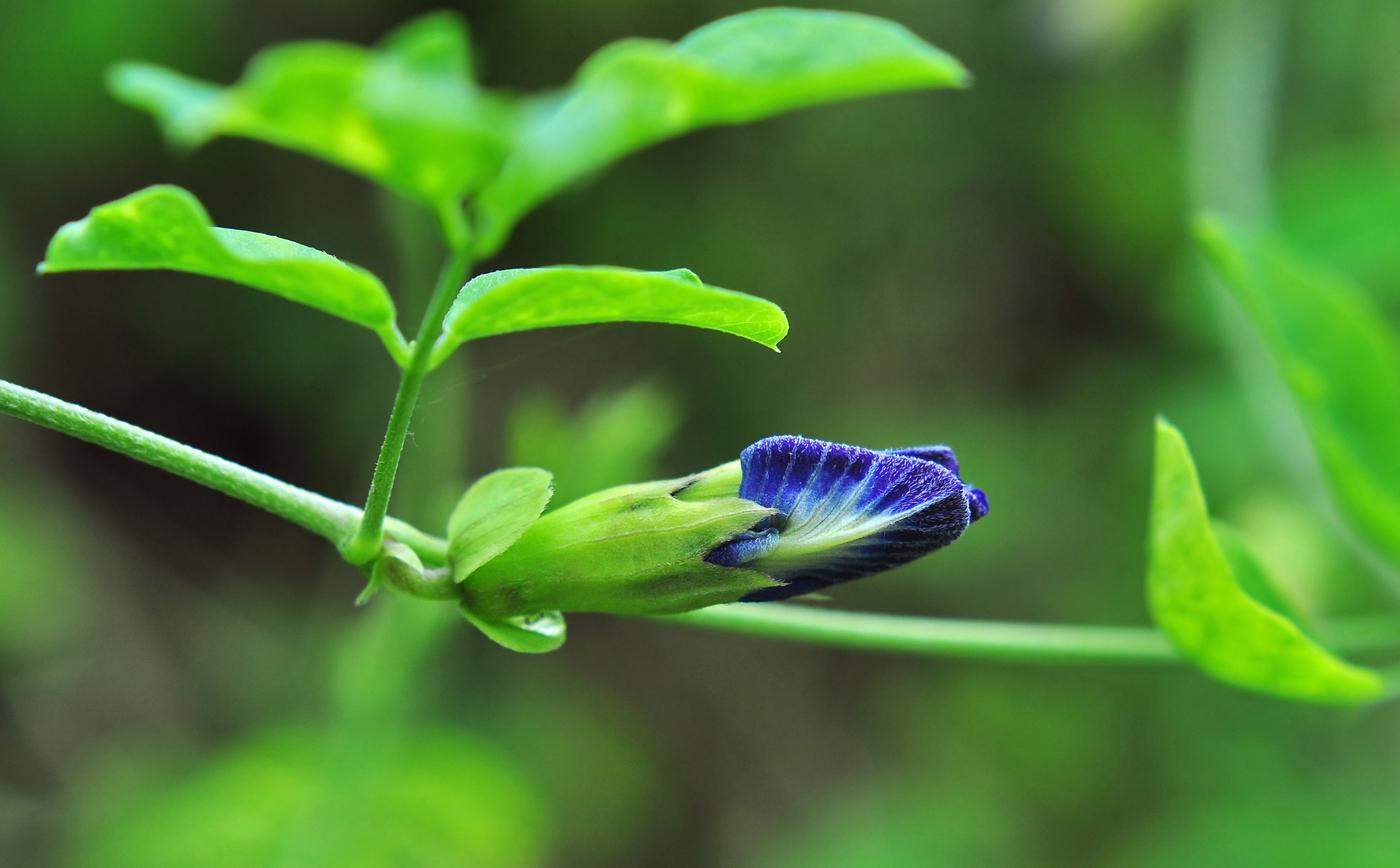
Hoa đậu biếc đang nở ra hoa
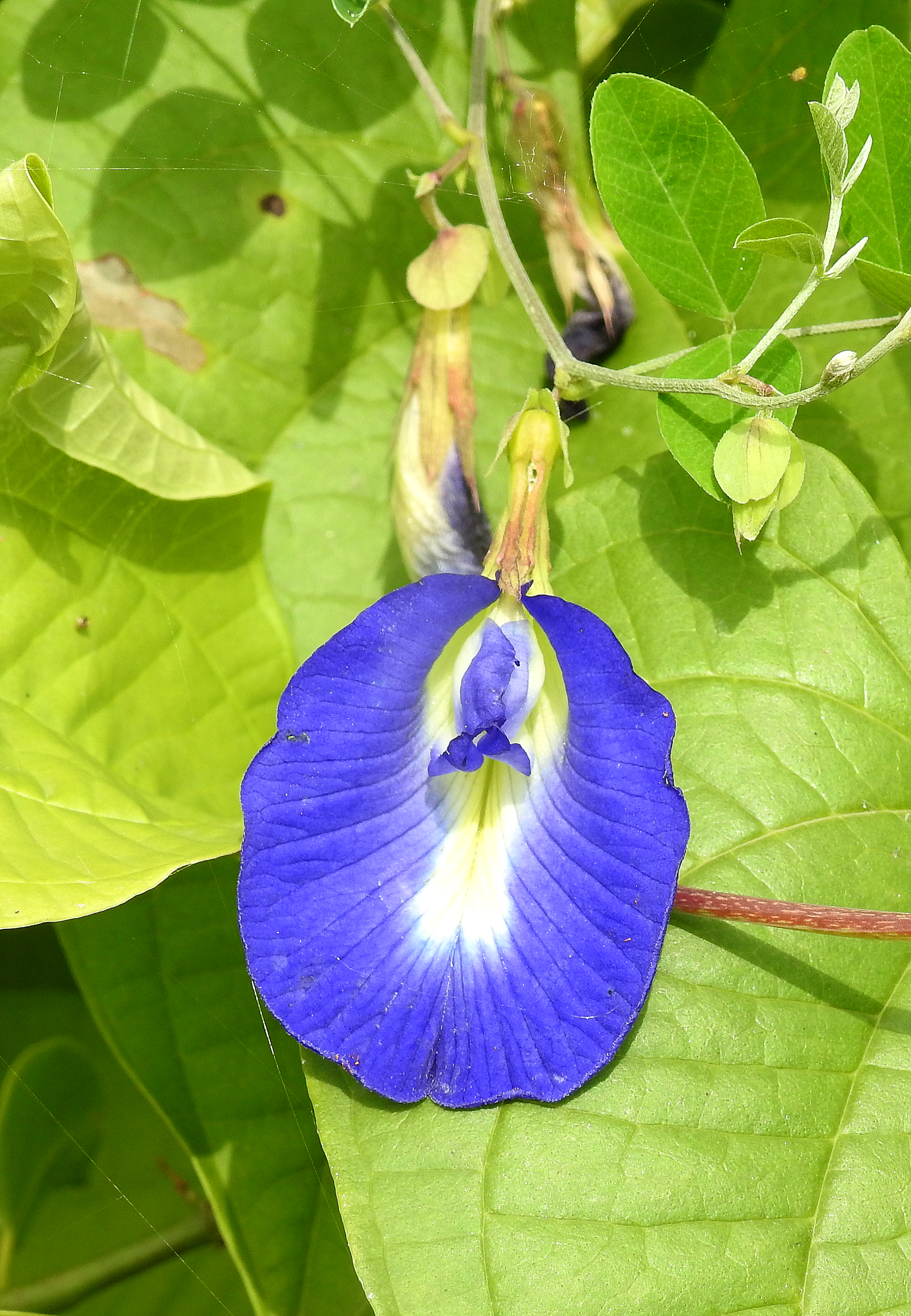
Lá và hoa đậu biếc

|  |  |  |